# أذر علييف
أذر سيران أوغلو علييف (بالأذرية: Azər Əliyev) (18 يوليو 1969 ، باكو) - رسام وفنان جرافيك ومصمم أذربيجاني. أستاذ مشارك في أكاديمية أذربيجان الحكومية للفنون. 

## حياته ومشواره المهنية
ولد أذر علييف في 18 يوليو 1969 في باكو. تلقى تعليمه الأول في المدرسة العليا للفنون في أذربيجان إسمه عزيم عزيمزاده من 1984 إلى 1988 لاحقا تخرج من جامعة أذربيجان الحكومية للثقافة والفنون في 1997. 
بين 1991-1988 كان على اتصال مبدع مع أخصائيي من سانت بطرسبرغ المشهورين. وعمل كرسام مسمم في
منذ عام 1992، عمل كمصمم وفنان في استوديوهات الأفلام الوثائقية في أذربيجان.
بدأ أذرعلييف المشاركة في المعارض الجمهورية والدولية ومنذ 1993.
وقد عُرضت أعماله في ألمانيا وتركيا وفرنسا وإيطاليا وروسيا وبلدان أخرى.
أذر علييف هو عضو في اتحاد الفنانين الأذربيجانيين وكما اتحاد أذربيجان للمصممين.